# Altenburg (Weiler-Simmerberg)
Altenburg (westallgäuerisch: Altəburg) ist ein Gemeindeteil des Markts Weiler-Simmerberg im  bayerisch-schwäbischen Landkreis Lindau (Bodensee).

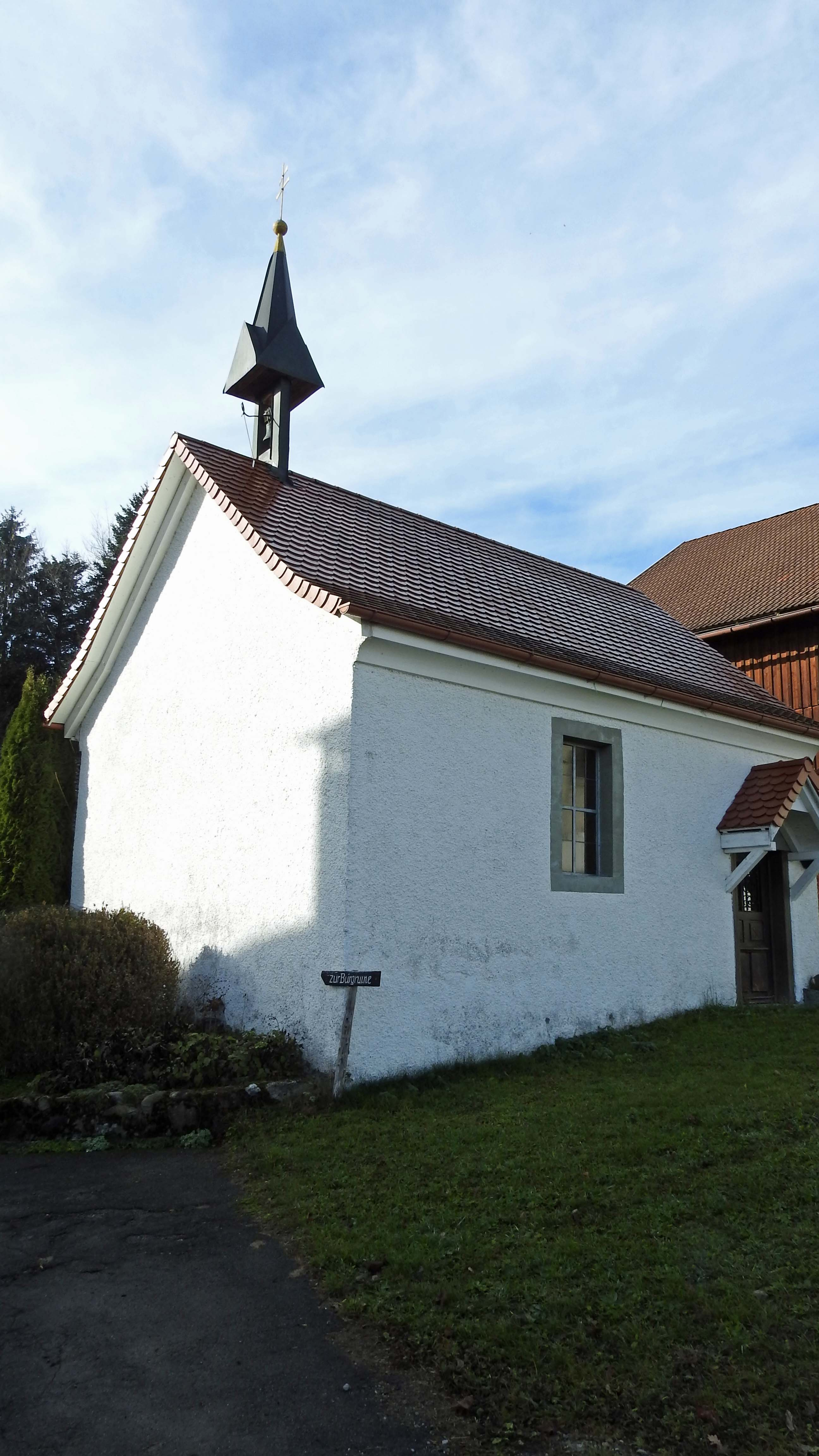
Katholische Kapelle Hl. Kreuz

## Geographie
Das im Rothachtal gelegene Dorf liegt circa 2,5 Kilometer südwestlich des Hauptorts Weiler im Allgäu und zählt zur Region Westallgäu.

## Geschichte
Altenburg wurde erstmals im Jahr 1155 mit Christiano de Aldenburc urkundlich erwähnt. Im 13. Jahrhundert wurde von den Herren von Weiler die sogenannte Weilerburg erbaut. Ab 1380 siedelten die Herren von Weiler auf die neue Burg auf der Scheiben und die Burg Schreckenmanklitz, wobei für die Weilerburg und den Ort der Name Altenburg entstand. 1569 wurde die südwestlich des Orts, heute an der Bregenzer Straße, gelegene Burgmühle an der Maisach erwähnt. Die Kapelle Hl. Kreuz wurde im Jahr 1754 als Nachfolgerin der Burgkapelle erbaut. 1784 wurde die Burg auf Abbruch verkauft und 1826 wurden noch Steine der Ruine für den Kirchturm in Scheidegg verwendet. 1914 wurde die Mahlmühle an der Maisach aufgegeben.

## Baudenkmäler
Siehe: Liste der Baudenkmäler in Altenburg